# 三好昇
三好 昇（みよし のぼる、1949年2月14日 - ）は、日本の政治家。勲等は旭日小綬章。元北海道江別市長（4期）。

## 来歴
北海道津別町出身。北海道津別高等学校卒業。明治薬科大学卒業。1972年（昭和47年）5月、北海道庁に採用される。2004年（平成16年）4月、保健福祉部次長に就任。2005年（平成17年）4月、石狩支庁長に就任。
2007年（平成19年）4月の江別市長選挙において無投票により初当選。5月1日、市長就任。
2011年（平成23年）も無投票により再選。
2015年（平成27年）4月26日に行われた市長選では元市議ら2候補を破り3選。
2019年（平成31年）4月21日に行われた市長選では元市議を破り4選。
2023年（令和5年）の市長選挙には不出馬を表明した。
2025年（令和7年）春の叙勲で旭日小綬章を受章した。

## 市政
- 2022年（令和4年）1月4日、LGBTなど性的少数者のカップルが婚姻に相当する関係にあると認める「パートナーシップ宣誓制度」を同年3月末までに導入すると発表した[9]。